# 2016年—2022年葉門霍亂疫情
也门霍亂疫情始於2016年10月。至2017年3月中旬，大多數地區疫情已緩和，於首都萨那的汙水系統停擺後，2017年4月時疫情再度升溫。至2020年8月疫情仍持續。
联合国儿童基金会及世界卫生组织於2017年6月24日預估全國霍亂病例數超過20萬，造成1,300人死亡，每天約增加5,000個病例。兩機構稱此次霍亂疫情為｢世界上最嚴重的霍亂疫情」。孩童約佔病例總數半數，死亡人數的四分之一。
至2019年11月，已有超過230萬人確診，3886人死亡。